# Војводина у Народноослободилачкој борби
Народноослободилачка борба у Војводини вођена је од јуна 1941. до децембра 1944. на територији данашње Аутономне Покрајине Војводине, а водио је Народноослободилачки покрет (НОП), предвођен Комунистичком партијом (КПЈ), против немачко-мађарског окупатора и његових сарадника – усташа и фолксдојчера.
Територија Војводине окупирана је априла 1941. и подељена у три окупационе зоне – Бачку и Барању анектирала је Краљевина Мађарска, Срем је укључен у састав усташке Независне Државе Хрватске (НДХ), док се Банат налазио под влашћу немачке Војне управе у Србији, али су сву власт имали припадници немачке националне мањине. Терор и физичко уништење народа, привредна пљачка, општа обесправљеност карактерисали су четворогодишњу окупацију, у току које је страдало око 50.000 људи, а преко 280.000 је интернирано, хапшено и злостављано.
Покрет отпора, који је у лето 1941. покренуо Покрајински комитет КПЈ за Војводину, доживео је крајем 1941. тежак пораз у Банату и Бачкој, док је отпор у Срему, после темељних припрема, у пролеће 1942. прерастао у општенародни устанак. Услед тешких услова за вођење партизанског рата на равничарским терену, који је омогућавао окупатору да се моторизацијом брзо пребацује са једног на друго подручје, главнина партизанских снага је новембра 1942. прешла у источну Босну, где су априла 1943. формиране прве војвођанске бригаде. Одлазак бораца у Босну одвијао се континуирано до краја рата, а у Војводини су деловале мањи партизански одреди, који су вршили саботаже, диверзије и мање нападе на непријатељске посаде.
На ослобођеној територији у Срему организована је народна власт, са масовним антифашистичким организацијама, штампом и школством. Искуства из Срема у организовању ослободилачке борбе пренета су у лето 1944. у Банат и Бачку, где су пре коначног ослобођења формирани партизански одреди и организоване институције Народноослободилачког покрета. Територија Војводине ослобођена је у периоду октобар–новембар 1944. уз помоћ јединица Црвене армије, али су бробе на Сремском фронту вођене до 12. априла 1945. године. У периоду од 17. октобра 1944. до 15. фебруара 1945. постојала је Војна управа на подручју Баната, Бачке и Барање.
У току Народноослободилачке борбе формиран је 1943. Главни Народноослободилачки одбор Војводине као највише представничко и законодавно тело, које је 6. априла 1945. донело одлуку да Војводина као аутономна покрајина уђе у састав Федералне државе Србије, једне од федералних јединица Демократске Федеративне Југославије (ДФЈ). Ова одлука прихваћена је на заседању АСНО Србије, 7. априла 1945, а потврђена на заседању Скупштине изасланика народа Војводине одржаном 31. јула 1945. у Новом Саду. Након што је ова одлука потврђена на Трећем заседању АВНО Југославије, августа 1945, Народна скупштина Србије донела је 1. септембра 1945. Закон о установљењу и устројству Аутономне покрајине Војводине чиме је званично формирана Аутономна Покрајина Војводина.

## Војводина
Војводина је географска и историјска област у Србији. Налази се на југу Панонске низије око река Дунава, Тисе и Саве. Назив је настао маја 1848. када је током Мађарске револуције, на подручју Краљевине Угарске где су живели Срби, проглашена Српска Војводина, која је обухватала делове Баната, Бачке, Барање и Срема. Децембра исте године аустријски цар Фрања Јосиф поставио је генерала Стевана Шупљикца за војводу. Након пораза Мађарске револуције, новембра 1849. формирано је Војводство Србија и Тамишки Банат, као засебна аустријска покрајина са седиштем у Темишвару. Војводство се састојало од Бачке, Баната и мањег дела Срема, док су јужни делови враћени у састав Војне крајине, а титула великог војводе припадала је аустријском цару. Након пораза Аустрије у рату са Краљевином Сардинијом, коју је помагала Француска, цар Фрања Јосиф је децембра 1860, како би задовољио претензије Мађара и спречио нову побуну, донео одлуку о укидању Војводства, након чега су његове територије постале део Краљевине Угарске.
Аустро-угарском нагодбом из 1867. којом је створена Аустроугарска, као и Хрватско-угарском нагодбом, 1868. којом је формирана Краљевина Хрватска и Славонија, која се налазила у саставу Краљевине Угарске, територија Војводине је подељена — Срем је припао Краљевини Хрватској и Славонији, где се налазио у саставу Сремске жупаније, док су се Барања, Бачка и Банат налазили под директном влашћу Краљевине Угарске, у саставу Барањске, Бачко-бодрошке, Торонталске и Тамишке жупаније. Овим жупанијама, прикључени су делови Срема и Баната након укидања Војне крајине 1873/1881. године. Оваква територијална организација трајала је до краја Првог светског рата.
Распадом Аустроугарске, након њеног пораза у рату, формирана је 29. октобра 1918. Држава Словенаца, Хрвата и Срба, у чијем се саставу налазио Срем, која се 1. децембра 1918. ујединила са Краљевином Србијом, када је створено Краљевство Срба, Хрвата и Словенаца (Југославија). Пре југословенског уједињења Банат, Бачка и Барања су на Великој народној скупштини одржаној 25. новембра 1918. у Новом Саду прогласиле присаједињење Краљевини Србији. Првих година постојања (1918—1922/25) Краљевина СХС била је подељена на покрајине, па се територија Војводине налазила се у саставу покрајина — Хрватска и Славонија (Сремска жупанија) и Банат, Бачка и Барања (Бачко-барањска жупанија и Банатска жупанија). Доношењем Устава Краљевине СХС јуна 1921. Југославија је подељена на 33 области након чега су на територији Војводине формиране — Сремска област, Бачка област (Бачка и Барања) и Београдска област и Подунавска област (Банат). После формирања бановина октобра 1929. територија Војводине ушла је у састав Дунавске бановине, са центаром у Новом Саду. Споразумом Цветковић—Мачек, августа 1939. формирана је Бановина Хрватска, у коју је ушао део западног Срема.

### Немачка мањина у Војводини
Национална структура Војводине била је одувек вишенационална. Пошто 1941. није извршен  редовни попис становништва, према процени статистичара Богољуба Кочовића, а на основу анализа пописа из 1921. и 1931, на територији Војводине је 1941. живело 1.725.000 становника, односно 10,9% становништа Југославије. Национална структура била је следећа — Срба 642.000 (37,2%), Мађара 387.000 (22,4%), Немаца 344.000 (19,9%), Хрвата 139.000 (8,0%), Словака 69.000 (4,0%), Румуна 68.000 (3,94%), Јевреја 18.000 (1,0%), Украјинаца 17.000 (0,9%), Рома 8.000 (0,4%) и осталих и националности 33.000 (1,91%).
Након доласка националсоцијалиста на власт у Немачкој, почетком 1930-их, све више се почело политички радити са бројном немачком популацијом, која је живела изван Немачког рајха. Како је ова ситуација била последица слома Немачког царста и Аустроугарске у Првом светском рату нацисти су својом пропагандом лако придобили симаптије ове популације. У циљу јачања националне свести нацисти су Немце који су живели изван Немачке назвали Фолксдојчерима, док је за Немце који су живели у Немачкој коришћен назив Рајхсдојчери. У Краљевини Југославији живело је око 500.000 Немаца, углавном Дунавских Шваба насељених на подручје Славоније и Војводине у време колонизације Марије Терезије у 18. веку. Највећи број Немаца у Југославији, живео је на подручју Војводине око 344.000 или 68,8%. Главни промотер нацистичке политике међу немачком националном мањином у Југославији био је Швапско-немачки културни савез познатији као Културбунд, основан 1920. са циљем очувања немачког језика и културе, али је од 1934. почео да потпада под утицај нациста, који су га дефинитивно преузели маја 1939. када је за председника изабран Сеп Јанко, адвокат из Петровграда. Он је организацију претворио у монолитну политичку партију, организовану на нацистиоким принципима, способну не само да идејно-политички окупи Немце, већ и да истовремено буде средиште припрема за војне, диверзантске и шпијунске зададике. У овом периоду дошло је до наглог прилива чланства, па су до новембра 1940. формиране 402 месне групе са око 450.000 чланова. Посебан сегмент био је рад са омладином, која је укуључена у борбене формације под називом Немачка момчад. Омладински функционери слати су у Немачку на курсеве и војну обуку, а курсеви у Југославији одржавани су у оквиру спортских друштава, на логоровањима и др. Током 1940. немачка обавештајна служба Абвер основала је у Југославији организацију „Јупитер”, чији је задатак био да се у датом тренутку активира на извршавању војних, диверзантских и саботажних акција. У изградњи ове организације немачки обавештајци ослањали су се искључиво на фолксдојчере, којима су достављене веће количине оружја.

## Априлски рат и окупација
Избијањем Другог светског рата, септембра 1939, Краљевина Југославија је због сложене политичке ситуације, у којој се налазила, прогласила неутралност. Након италијанске агресије на Грчку, октобра 1940, као и потписивања Тројног пакта између Нацистичке Немачке, Фашистичке Италије и Јапана, септембра 1940, коме су током новембра приступиле Краљевина Мађарска и Краљевина Румунија, отпочели су притисци на југословенске власти да приступе пакту. Притисци су интензивирани у фебруару 1941, а посебно након приступа Краљевине Бугарске пакту 1. марта, па су југословенске власти 20. марта донеле одлуку о приступању пакту, упркос нерасположењу дела народа и војске. Потписивање пакта извршено је 25. марта 1941. у Бечу, али је већ следе ноћи 26/27. марта у Београду извршен војни пуч, у коме су збачени Влада Цветковић—Мачек и Намесништво на челу са кнезом Павлом, а малолетни краљ Петар II Карађорђевић доведен на престо. Иако је нова Влада генерала Душана Симовића дала изјаву да Југославија остаје у пакту, Адолф Хитлер је донео одлуку о нападу на Југославију и Грчку.
Напад немачких трупа на Краљевину Југославију отпочео је без објаве рата 6. априла 1941. бомбардoвањем Београда и других градова. Главни напад вршиле су — Друга армија са северозапада из правца Клагенфурта и Граца (Аустрија) и Велике Каниже (Мађарска), као и 12. армија из правца Бугарске, која је већ сутрадан заузела Скопље и наставила продор ка западу, чиме је прекинут евентуални правац повлачења Југословенске војске (ЈВ) према Грчкој. За одбрану територије Војводине биле су предвиђене јединице из састава Друге групе армија ЈВ — Прва армија имала је задатак да брани југословенску границу према Румунији (сверни Банат) и Мађарској (Бачка) док су јединице Друге армије браниле југослвенско-мађарску границу у Барањи. Самостална Шеста армија имала је задатак одбране југословенско-румунске границе у јужном Банату и у правцу Дунава до Голубца. Првих дана рата од 6—8. априла није било ратних дејстава на овом подручју. Дана 9. априла дошло је до продора мањих немачких оклопних снага у околини Вршца и на простору Сечањ—Руско Село. Услед тешког стања на фронту, Врховна команда је наредила повлачење јединица Прве и Друге армије из Баната, Бачке и Барање у најпре у Срем, а потом јужно од Саве. Након њиховог повлачења, на овом простору су остале само посадне јединице. Непријатељска пропаганда захватила је јединице Друге армије, па су се њене дивизије почеле распадати, услед великог броја дезертерства војника.
Инвазија на Југославију, ушла је у другу фазу 11. априла 1941. када су се немачким јединицама прикључиле мађарске и италијанске јединице. На простор Бачке и Барање продрле су јединице мађарске Јужне војске (4. и 5. пешадијски и 1. оклопни корпус) које су се у почетку кретале споро и опрезно, али како нису наишле на отпор Југословенске војске, оне су у периоду 13—15. април окупирале читаву Барању и Бачку. Истовремено дошло је до општег напада делова немачког 41. моторизованог корпуса (дивизија Das Reich, пук Grossedutschland и делови пука Hermann Gering) на Банат, док су се јединице Шесте армије ЈВ повлачиле преко Дунава у Шумадију. Брзим продором немачке снаге су 12. априла ушле у Панчево, а група капетана Киненбрега је истог поподнева упала у Београд. Јединице немачког 46. оклопног корпуса (Осма тенковска и 16. моторизована дивизија), које су продирале из правца Славоније, удариле су 11. априла у бок јединицама Прве и Друге армије ЈВ, које су се преко Срема повлачиле у правцу Босне. Брзим продором, немачке снаге су у ноћи 11/12. априла зузеле Сремску Митровицу и Руму, чиме су онемогућиле даље повлачење позадинских јединица Прве армије, док су се јединице Друге армије потпуно распале услед масовног дезертерства, углавном војника хрватске националности, посебно након вести о проглашењу Независна Државе Хрватске (НДХ). Делови немачке Осме тенковске дивизије ушле су 12. априла у Земун и Нови Сад, у који су сутрадан 13. априла ушле и мађарске јединице. Територија Војводине у потпуности је окупирана до 16. априла, за свега пет дана ратних дејстава.
Значајну помоћ немачко-мађарским окупационим јединицама пружили су припадници пете колоне из редова немачког, мађарског и хрватског народа, који су дејствовали како на фронту, тако и у позадини. Одмах на почетку напада на Југославију, председник Културбунда Сеп Јанко је целу организацију у војном смислу подредио организацији Јупитер. Тајне радио-станице фолксдојчера, које су се поред Новог Сада и Вршца, налазиле и у Београду, Загребу, Марибору и др, непрекидно су обавештавале центар Абвера у Бечу о активностима у вези с војним мерама Југословенске војске и јављале које објекте треба бомбардовати и на која места бацати оружје за припаднике Фолксдојчерских борбених група. Брзи слом Југословенске војске, није омогућио фолксдојчерима да дођу до пуног изражаја, па се њихова активност углавном свела на разоруживање већ деморалисаних јединица Југословенске војске и запоседање важнијих војних објеката, како би их неоштећене предали немачким оружаним снагама. Први оружани сукоб у Априлском рату у Војводини одиграо се 9. априла 1941. на југословенско-румунској граници, код Српске Црње, управо између Југословенске војске и фолксдојчерских борбених група, којима су у помоћ притекли немачки тенкови. Фолксдојчери у Бачкој Паланци, под руководством Јакоба Еликера, разоружали су 11. априла 1941. јединице Југословенске војске и том приликом запленили већу колични наоружања. Група фолксдојчера из Земуна и Бежаније, предвођена Фрицом Руницким, заузела је 12. априла београдски аеродром, са неоштећеним авионима, хангарима и цистернама за бензин. Овом акцијом спречили су даље дејство југословенских пилота са аердрома, као и његово евентуално уништење. Истог дана фолксдојчери, предвођени Рудолфом Штефаном, успели су да у Бежанији и код Коњичке школе у Земуну разоружају већу групу југословенских војника. Сличне акције вршене су и у другим местима, посебно у Банату.
Након уласка Мађарске у рат 11. априла отпочело је дејство  мађарских фашиста, који су били организовани у мање одреде грађанске страже, на челу са Ђезе Нађом, који су ишли у сусрет надолазећих мађарских трупа у Бачкој и Барањи. На подручју Срема забележено је деловање припадника усташког покрета и њихових симпатизера, посебно након што је 10. априла 1941. у Загребу проглашена НДХ. Усташки елементи у Југословеснкој војсци позивали су на дезертерство војнике хрватске националности, услед чега је дошло до распада Четврта армија ЈВ, док је у Бјеловару дошло до побуне 108. пешадијског пука. На подручју Војводине, усташким деловањем биле су највише погођене јединице Друге армије ЈВ – Врабска, Босанска и Осјечка дивизија, која се потпуно распала. Поред деловања у војсци, усташке организације деловале су и у позадини преузимајући власт у одређеним местима, укључујући и Сремску Митровицу, где су побуњеници 11. априла успели да разоружају слабу посаду Југословенске војске. Доласком ваздухопловних снага и неких јединица Прве армије истог дана развила се борба у којој су усташе и њихове присталице разоружане, али су току ноћи у Сремску Митровицу ушле немачке снаге.

### Окупациона подела Војводине
Након окупације Југославије, у Бечу су 21. и 22. априла 1941. одржани преговори између министара иностраних послова Нацистичке Немачке и Фашистичке Италије на којима је договорено да се југословенска територија подели на две основне сфере утицаја — немачку и италијанску, са четири окупациона подручја — немачко, италијанско, мађарско и бугарско. Демаркациона линија између немачке и италијанске окупационе зоне дефинитивно је одређена средином маја 1941. године. Одлукама донетим у Бечу територија Војводине делимично је враћена у стање пре 1918. године — Бачка и Барања припојене су Краљевини Мађарској, која је имала дугогодишње аспирације према овим областима као својим „јужним територијама”; Срем је укључен у састав усташке Независне Државе Хрватске (НДХ), која се позвала на историјско право пошто се ова територија раније налазила у саставу Краљевине Хрватске и Славоније, док се Банат налазио у саставу подручја Војног заповедника у Србији, али су сву власт на овом подручју организовали и вршили фолксдојчери.
Окупациону власт у Бачкој и Барањи вршиле су трупе мађарске Јужне армије, а затим Команда војно-управне групе Јужне армије. Након што је 16. децембра 1941. извршена анексија ових територија, која је потврђена одлукама мађарског парламента 27. децембра 1941, ове територије прикључене су Мађарској. Бачка је ушла у састав Бачко-бодрошке жупаније, осим града Хоргоша који је припао Чонградској жупанији, а Барања је прикључена Барањској жупанији, док су градови — Нови Сад, Сомбор, и Суботица проглашени слободним краљевским градовима, који су били непосредно подређени мађарској влади. Окупациону власт у Срему вршиле су поред делова немачког 750. пешадијског пука из 718. дивизије, бројне јединице Усташке војнице, Хрватског домобранства и разне фолксдојчерске наоружане групе. Територија НДХ, квислиншке државе која је проглашена након уласка немачких трупа у Загреб, подељена је јула 1941. на 22 велике жупе, а Срем се налазио у саставу Велике жупе Вуке, са седиштем у Вуковару, чији је жупан био фолксдојчер Јакоб Еликер. Услед значајног процента немачке мањине у Срему, која се надала стварању Немачке дунавске покрајине, источни део Срема, који је обухватао земунски и старопазовачки срез, остао је до 10. октобра 1941. интересно подручје немачког војног заповедника у Србији, након чега је укључен у НДХ. Разним законским одредбама НДХ је регулисала друштвено-правни положај немачке националне мањине, па су домаћи Немци у НДХ имали неограничену слободу на политичком, културном и привредном пољу.
Банат је у току окупације имао посебан статус. Домаћи Немци, којих је било преко 140.000 тражили су одмах на почетку окупације да се образује Слободна држава Банат, али се овоме енергично супротставио Харалд Турнер. Након одласка окупационих јединица Вермахта, у току маја 1941. формирана је Обласна војно-управна команда 610, са седиштем у Панчеву, а када је она пребачена у Србију, у Банату је од јуна 1941. остала само Окружна војно-управна команда 823, са средиштем у Петровграду. Поред ове војне управе постојала је и цивилна управа коју су сачињавали фолксдојчери, који су преузели сва среска начелства и општинске управе. Полицијске органе власти сачињавали су припадници Дојче Маншафта, Грађанске одбране и Грађанске страже, које су окупљале сва лица немачке националности мушког пола од 18 до 60 година. Од овог људства касније су формирани Алармни батаљони, који су до 1943. нарасли на око 6.000 људи, а знатан број људства је био ангажован у 7. СС добровољачкој дивизији „Принц Еуген“. Након пријема председника Културбунда Сеп Јанка код Адолфа Хитлера, Комесарска управа Милана Аћимовића је 14. јуна 1941. издала Уредбу о унутрашњој управи у Банату, према којој је Банат ушао у састав подручја немачког војног заповедника у Србији, али је добио специфичан статус који је дефинисан као Надлежство подбана за Банат. За подбана је постављен Јозеф Лап адвокат из Панчева, који је био званични представник комесарске владе, а касније Владе народног спаса. Надележство подбана сачињавало је осам одељења, на чијем је челу стојао начелник, а постојао је и шеф кабинета подбана и ову функцију обављао је Петер Пенц, адвокат из Велике Кикинде. Новом адиминстартивном поделом окупиране Србије, 18. децембра 1941. уместо бановина формирано је 14 округа, а један од њих био је Округ банатски. Надлежство подбана заменило је Окружно начелство за Банат, на чијем се челу налазио начелник (ранији подбан). Посредством Аугуста Мајснера извршена је фебруара 1942. реорганизација полицијске службе и формирана Перфектура полиције, која је постала самостално тело. На челу Перфектуре налазио се Франц Рајт,   а њени органи били су Команда јавне безбедности, на челу са Јурајем Шпилером и Команда државне страже, са Ернестом Пеликаном. Под командом државне страже налазиле су се јединице Банатска државна стража. Након окупације укинут је Швапско-немачки културни савез (Културнбунд) и формирана организација Немачка народносна група, чије је чланство постало обавезно за све припаднике домаће Немце, а на чијем је челу био Сеп Јанко.

### Први злочини и формирање логора
Улазак немачких и мађарских окупационих снага на територију Војводине, пропраћен је пуном подршком припадника немачке, мађарске и дела хрватске националности, али и бројним злочинима и депортацијама Срба, Јевреја и Рома. Јединице мађарске Јужне војске (делови 4. и 5. пешадијског и 1. оклопног корпуса) приликом упада у Бачку и Барању исценирале су у појединим местима нападе на сопствене трупе како би створиле утисак да су ове области заузете у „тешким борбама”. Истовремено ове акције биле су оправдање за употребу силе према српском становништву. Подстицане од фашистички настројених припадника мађарске мањине, окупационе снаге су од 11. до 15. априла 1941. убиле око 3.500, а на разне начине мучиле и злостављале око 10.000 људи. Масовна убиства вршена су у Суботици, Сомбору, Сенти, Старој Кањижи, Бачкој Тополи, Кули, Србобрану, Сиригу, Чуругу и Новом Саду, у коме је убијено око 500 лица. Упоредо са злочинима вршена је масовна депортација становништва, углавном српских колонизованих добровољаца из Првог светског рата, али и Јевреја, Хрвата и Словака. Јединице немачког 41. моторизованог корпуса (дивизија Das Reich, пук Grossdeutschland и делови пука Hermann Göring) које су силовитим нападом извршиле продор у Банат починиле су више злочина у којима је убијено око 200 људи. Први злочин догодио се 11. априла у Алибунару као одмазда за неочекивани отпор, који су пружили припадници 4. коњичког пука ЈВ и нанели Немцима губитке у људству и техници и тада је убијено 30 заробљених војника Југословенске војске и 48 цивила. Сутрадан је на путу за Банатски Карловац стрељано још 28 лица. Стрељања су настављена у периоду 16—23. април у Дебељачи, Мраморку, Сечњу, Петровграду, Банатском Новом Селу, Панчеву и Вршцу. Убиства су углавном вршена на иницијативу фолксдојчера према лицима која су означена као непријатељи Немачке или у знак одмазде за фолксдојчере страдале у сукобима са Југословенском војском.
Након успостављања окупационог апарата немачко-мађарске и усташке власти су на подручју Војводине организовале три концентрациона логора и више привремених и радних логора. Први концентрациони логор формиран је 19. маја 1941. од стране мађарске војске и налазио се у згради бивше касарне у Бачкој Тополи. Био је највећи логору у Бачкој и служио је за смештај интернираних грађана. Након оснивања у њега су премештени логораши из привремених сабирних логора у Сомбору, Старом Бечеју, Новом Саду, Бачкој Паланци и Суботици, који су потом распуштени до краја јуна. Логор се до октобра 1941. налазио под управом војске, а потом под цивилном управом до октобра 1942, када је враћен под надлежност мађарске војске. Након уласка немачких трупа у Мађарску, марта 1944. логор је преузео Гестапо. Постојао је до 8. октобра 1944. и кроз њега је прошло око 6.000 људи, углавном Срба и Јевреја. Други концентрациони логор формиран је 8. децембра 1941. у простору предратног сајмишта у близини Земуна, од стране Немаца. Носио је назив Јеврејски логор Земун и био је намењен за смештај београдских Јевреја. До маја 1942, када је претворен у Прихватни логор, кроз њега је прошло око 7.000 људи, од којих је убијено 6.380. У периоду 1942—1944. служио је за смештај затвореника који су потом слати на принудни рад у Немачку, Норвешку или мање радне логоре у Србији, док су логораши који су били радно неспособни слати у логоре смрти. Оштећен је у савезничком бомбардовању априла 1944, након чега је затворен 26. јула 1944, а кроз њега је прошло око 32.000 људи, од чега је убијено 10.636. Трећи концентрациони логор формиран је 20. јула 1942. у Великом Бечкереку (Петровграду) и у њега су одмах пребачени затвореници из других затвора. Налазио се у згради старог млина, код православног гробља. Био је под управом Гестапоа, а команданти логора били су углавном фолксдојчери. Овде су довођена ухапшена лица приликом блокада села и чишћења терена. Постојао је до почетка октобра 1944. и кроз њега је прошло 10.244 лица, од којих је 9.632 депортовано на принудни рад у Немачку. Део логораша умро је у логору од последица изнемоглости и слабе исхране, део је стрељан по разним местима Баната са циљем застрашивања становништва, док је око 300 логораша убијено у три масовна стрељања у логору. Међу концентрационе логоре у Војводини, може се уврстити и концентрациони логор у Винковцима, који се налазио у саставу Велике жупе Вуке. Формиран је 24. септембра 1943. од стране немачке војске, а већ почетком октобра у њему се налазило 1.400 затвореника. Маја 1944. команда логора предата је усташама, а овде су јула 1944. пребачени преостали затвореници из логора Сајмиште. Престао је да постоји 23. октобра 1944. када се приликом бомбардовања оближње железничке станице стража разбежала, а затвореници успели да побегну. Кроз логор је прошло око 4.600 људи, од којих је убијено и умрло њих 160.
Поред концентрационих логора, који су постојали дуже време током рата, формирани су и привремени логори, који су постојали свега пар месеци. Овакве логоре углавном су формирали Мађари у Бачкој и Барањи за потребе интернираних грађана, а у Панчеву је постојао немачки привремени логор који је формиран 22. јуна 1941. у згради бивше фабрике свиле, због чега је прозван Свилара. Постојао је до октобра 1941. и кроз њега је прошло око 1.600 људи. Окупатор је формирао и неколико радних логора на које су довођени затвореници из других логора. Радни логор на Островачкој ади, на Дунаву, у близини Великог Градишта, формиран је 24. августа 1942. када је ради сечења дрва на острво шлеповима допремљено 800 затвореника са Сајмишта, а 22. септембра доведена група од 215 затвореника из логора Петровград. Логором је руководила Организација Тот, а у њему су од последица лоших услова страдала 582 логораша. Половином децеммбра 1942, након неколико успешних бекстава, преостали затвореници су враћени у матичне логоре. Током 1943. овде су довођени омладинци из Баната ради сечења дрва, али они нису били логораши, већ су регрутовани у окивиру обавезне службе рада. Радни логор на велепоседу Hermann Göring у Чоки, формиран је марта 1943. и састојао се од више радних објеката (економија). Од пролећа до јесени 1943. овде је радила група од 150 затвореника из логора у Петровграду, а у пролеће 1944. доведена је нова група, која ослобођена 4. августа 1944. у акцији Петог банатског партизанског одреда. Радни логор у Банатском Брестовцу, код Панчева, постојао је од маја 1942. и на њему је радило око 120 логораша са Сајмишта и Бањице и група од 250 логораша из Хрватске, као и група осуђених црноберзијаната из Баната. Логор су 2. октобра 1944. ослободиле јединице НОВЈ и Црвене армије.
Становници Војводине одвођени су и у логоре у другим областима — из Срема у логоре Стара Градишка и Јасеновац на подручју НДХ, из Баната у логор Бањица у Београду, из Бачке и Барање у неколико логора у Мађарској, од којих је најпознатији био Радни логор Шарвар, кроз који је прошло око 8.500 Срба и око 600 Словенаца из Међумурја и Прекомурја. Такође, заједно са другим Југословенима, Војвођани су одвођени у логоре у Нацистичкој Немачкој — Аушвиц, Маутхаузен, Дахау, Бухенвалд, као и у неколики немачких логора у Норвешкој.

## Устанак у Војводини 1941.

### Припреме КПЈ за оружану борбу
Комунистичка партија Југославије (КПЈ), која је због забране њеног рада у Краљевини Југославији, у периоду 1921—1941. морала илегално да делује, заузела је на својој Петој конференцији, октобра 1940. став о одбрани земље од фашизма. На територији Војводине деловали су Покрајински комитет КПЈ, са 6 окружних и 19 среских комитета, и Покрајински комитет СКОЈ за Војводину, у којима је било око 1.200 чланова КПЈ и 3.000 чланова СКОЈ. Руководство КПЈ у Војводини, које је изабрано септембра 1940, сачињавали су — политички секретар ПК КПЈ Жарко Зрењанин, организациони секретар ПК КПЈ Тоза Марковић, секретар ПК СКОЈ Ђорђе Зличић, као и чланови Бироа ПК КПЈ, међу којима су били — Радивој Ћирпанов, Соња Маринковић, Бранко Бајић, Стевица Јовановић, Славко Мунћан, Михаљ Серво, Јусуф Тулић и др. 
У складу са одлукама Мајског саветовања ЦК КПЈ, на коме је одлучено да се почне са радом на организовању маса за борбу против окупатора, средином маја 1941. формиран је Војни комитет, који је руководио радом на припремама за оружану борбу. Због окупаторске поделе Војводине на више окупационих подручја, половином јуна формирани су војни комитети за Срем, Банат и Бачку и Барању, који су почели са стварањем ударних и диверзантских група по градовима и селима, сакупљенем оружја, муниције, санитетског материјала и друге војне опреме. Како су чланови КПЈ имали искуства у илегалном раду, они су релативно брзо успели да радом на терену обихвате већи број људи — у Банату преко 4.000, у Бачкој и Барањи око 3.000 и у Срему око 2.000 људи. Месне десетине које су формирали војни или партијски комитети, биле су делимично наоружане и деловале у ближој околини својих села, са задатком прикупљања оружја и друге војне опреме, извођења диверзантских акција, прихвата и скривања илегалаца и рањеника и спречавање добровољног одласка на рад у Немачку. Након напада Нацистичке Немачке на Совјетски Савез, Покрајински комитет КПЈ донео је 23. јуна 1941. одлуку о формирању Штаба партизанских одреда Војводине, који је након саветовања у Столицама, септембра 1941, преименован у Главни штаб НОП одреда Војодине, а сачињавали су га командант Данило Грујић, политички комесар Тоза Марковић и заменик команданта Жарко Турински.
Неколико дана после седница Политбироа ЦК КПЈ, одржане у Београду 4. јула 1941, на којој је народима Југославије упућен позив на оружану борбу против окупатора, одржан је састанак Покрајинског комитета КПЈ за Војводину на коме је народ Војводине позван да одмах почне са оружаном борбом. Убрзо потом, до краја лета форимирано је 12 партизанских одреда са око 400 бораца и десетак партизанских група и десетина.

### Устаничке акције у Банату 1941.
Устанак је почео најпре у Банату, где је био ширих размера у односу на друге крајеве Војводине, с обзиром да се ту налазило седиште Штаба НОП одреда Војводине. Скоро у свим местима, где су постојале партијске организација и или се осећао утицај КПЈ, створене су прве месне десетине и диверзантске групе. Најбројније и најбоље организоване десетине и групе у северном Банату, којима је било обухваћено неколико хиљада људи, основане су у Куману, Меленцима, Мокрину, Карађорђеву, Александрову, Стајићеву, Драгутинову, Петровграду и др, док су прве десетине и диверзантске групе у јужном Банату створене у Панчеву и на терену панчевaчког, вршачког и ковинског среза. Од ових десетина и група формирано је у току јула 1941. девет партизанских одреда — Александровачки, Мокрински, Кикиндски, Меленачки, Куманачки, Карађорђевачки, Петровградско-стајићевски, Драгутиновачки и Први јужнобанатски одред, са укупно 240 бораца. Због неповољности равничарског терена за партизански рат, ови одреди нису били бројни као у другим деловима Југославије, већ су представљали мање групе које су могле да изводе мање нападе и диверзије, док су се у приликом извођења већих акција, одреди удруживали и сарађивали. Куманачки и Меленачки одред дејствовали су заједно на територији северног Баната, Кикиндски и Мокрински на терену кикинског и кнежевачког среза, Карађорђевачки и Александровачки одред на терену Карађорђево—Александрово—Српска Црња, а Петровградско-Стајићевски одред у околини Петровграда. Услед све чешћих борби са јачим немачким снагама, дошло је до спајања одреда у северном Банату, па су у септембру 1941. дејствала само два одреда — Куманачко-Меленачки и Карађорђевачко-Александровачки.
У периоду јул–новембар 1941. партизански одреди у Банату извели су преко 90 различитих акција портив немачких окупационих снага и фолксдојчерских оружаних група — разоружавали су мање непријатељске посаде, страже и патроле, палили општинске архиве и жито намењено окупатору, вршили диверзије на железничким и путним комуникацијама и ликвидирали немачке функционере и друге сараднике окупатора. Дејствујући у почетку свог постојања у ширем рејону Кикинде, Кикински одред је у време жетве извео неколико акција паљења жита, од којих је највећа изведена у ноћи 28/29. јула када је спаљено 3.000 кг жита, а 29/30. јула покидане су телефонске линије у рејону Кикинде. Ујутру 4. августа, у околини Симићевог салаша, Кикински одред је нападнут од потерних одреда немачке војске и разбијен. Преостали делови Кикинског одреда спојили су се након тога са Мокринским одредом, који је дејствовао у околини Мокрина, где развио је живу активност у борби са непријатељем —  21. јула извео је неуспешан покушај минирања пруге Врбица–Банатско Аранђелово и минирао мост на каналу Аранка, недалеко од Падеја, а потом је 29. јула спалио око 230 сновоа жита у рејону Мокрина. Крајем јула извео је једно неуспешно минирање железничке пруге Банатско Аранђелово–Врбица, а почетком августа је извео више мањих акција разоружавања стражара који су вршили обезбеђење у пољу и наставио са спаљивањем жита. Након спајања Мокринског и преосталих група Кикинског одреда, тежиште активности новог одреда било је у диверзантским нападима — 11. августа нападнуто је немачко обезбеђење жетве; 16/17. августа спаљена је велика количина сламе; 22. августа извршен је напад на стражу у Падеју, када је заробљен немачки комесар вршидбе из Мокрина, који је потом замењен за једног ухапшеног присталицу партизана; 23/24. августа покидане су телефонске линије између Мокрина и Иђоша; 25. августа покидана је железничку пругу на релацији Кикинда–Мокрин; 28. августа из заседе је извршен напад на једно немачко полицијско одељење јачине 20 људи, недалеко од Мокрина, када је ослобођен  једног заробљени партизан; 28/29. августа изведена је диверзија на прузи недалеко од Банатског Аранђелова, када је из колосека избачен теретни воз; 30. августа оштећен је железнички колосек на комуникацији Кикинда–Мокрин; 17. септембра је на шест места минирана пруга између Мокрина и Валкaња и др.
На простору северно од линије Петровград—Јаша Томић, створено је у јулу 1941. пет партизанских одреда, који су у почетку дејствовали самостално у околни местима у којима су формиране, али су се они касније удруживали па су постојала само два одреда. Куманачко-Меленачаки партизански одред имао је 70 бораца и био је најјача партизанска јединицу северног Баната. Својом активношћу стекао је симпатије српског становништва и уживао његову пуну материјалну подршку. У току лета извршио је нисз успешних акција — 21/22. јула у околини Кумана запленио је каишеве за вршалице и онемогућио вршидбу; 27/28. јула извео је напад на стражу железничког моста, северно од Кумана и истог дана напао немачку стражу, која се као посада налазила у Меленцима и том приликом убио двојицу немачких полицајаца; током 28. јула покидао је телефонске линије између Кумана и Новог Бечеја и Меленаца и Тароша; 30. јула извео је на путу Нови Бечеј–Меленци, неуспешан препад на ауто у коме је путовао полицијски префект Баната Франц Рајт; 2/3. августа напао је стражу која је чувала пругу Кумане–Нови Бечеј; 30. августа извршио је препад на немачки аутомобил на путу Петровград–Меленци; 4. септембра извео је неуспешну диверзију на железничкој комуникацији Нови Бечеј–Кумане и у току ноћи посекао на путу Меленци–Тараш око 50 бандера и покидао линије. Драгутиновачки партизански одред који је 4. септембра 1941. ушао у састав Куманачко–Меленачког одреда, извршио је пре тога неколико самосталних акција — 2. августа напао је из заседе недалеко од Драгутинова једну полицијску патролу и 26. августа напао је на путу Кикинда–Башаид пољске чуваре.
Карађорђевачко–Александровачки партизански одред дејствовао је на терену Карађорђево—Александрово—Српска Црња, а у нападима на непријатеља често је сарађивао са Куманачко–Меленачким одредом и истакао се у бројним акцијама паљења жита и вршалица у рејону Житишта и Банатског Двора. Извршио је неколико диверзија на комуникацијама, порушио више мостова, покидао телефонске линије између Јанушевца и Александрова, као и мост код Јанковог Моста. Петровградско–Стајићевски одред дејствовао је у рејону Петровграда и Стајићева, где је извршио више акција — 21. јула спалио је камару жита и једну вршалицу у Петровграду; 25. јула спалио је преко 50 јутара жита недалеко од Петровграда; 18. септембра једна група бораца извела је диверзију на комуникацији Петровград–Жомбољ. Највећа акција севернобанатских партизана био је напад на караулу и кудељару у рејону Српске Црње извршен у ноћи 25/26. септембра 1941. године. У овом нападу учествовали су Куманачко–Меленачки и Карађорђевачко–Александровачки одред, а који су били подељени у три групе — прва група напала је граничну караулу са 14 румунских стражара, друга група спалила је око 40 вагона кудеље, а трећа група извршила је неуспели напад на обезбеђење кудељаре у намери да уништи електричну централу. Након напада, партизански одреди у северном Банату прикупили су се око 30. септембра на Меленачком острву, где су остали око 8 дана. За то време напали су немачку стражу у Башаиду и спалили око 170 вагона кудеље. Јужнобанатски одред, који је формиран у околини Панчева, требао је да дејствује на комуникацијама Петровград–Панчево и Панчево–Алибунар, али је након прве диверзантске акције, окружен и уништен од стране немачке војске 12. јула 1941. у рејону Владимировца. Иако су акције банатских партизана у војном смислу биле мале, оне су значиле све већу опасност за немачки интерес у Банату, уносиле су несигурност код окупаторских органа и везивале један део снага окупатора.

### Устаничке акције у Бачкој 1941.
Припреме за устанак у Бачкој одвијале су се у тежим условима и много спорије него у Банату, јер је окупација Бачке пропраћена суровијим злочинима и депортацијама становништва. У намери да на самом почетку осигура своје позиције и сломи сваки покушај отпора, мађарски окупатор је задржао у Бачкој и Барањи јаке снаге и отпочео масован терор и депортацију становништва. Први талас терора био је усмерен на српско становништво, у првом реду колонисте и добровољце из Првог светског рата и трајао је до краја јуна 1941, када је оштрица терора окренута према члановима и симпатизерима Народноослободилачког покрета (НОП). Упркос свим тешкоћама, партијска организација КПЈ је у Бачкој припремала устанак. Поред омасовљења партизанских организација, у многим местима су створене војне десетине и диверзантске групе, од којих је  у Новом Саду било обухваћено око 300, а у Шајкашкој око 500 бораца. Од припадника словачке националне мањине формиране су месне десетине у Кисачу, Бачком Петровцу и Гложану, док су се међу бачким комунистима истицали Мађари — Ерне Киш, Отмар Мајер, браћа Немет и други. Иако је у војним десетинама био обухваћен велики број људи, већина од њих је била ненаоружана, а услед терора окупатора и масовних убистава добар део ових десетина осуо се пре него што је изашао на терен.
Војне десетине и диверзантске групе почеле су у првој половини јула 1941. паљење жита и кудеље намењене окупатору, диверзије на комуникацијама, саботаже у фабрикама, убијање окупаторских војника и официра, као и сарадника окупатора. Две новосадске десетине изводиле су акције за набавку оружја из војних магацина у Петроварадину, којима је руководио Окружни комитет КПЈ у Новом Саду, уз помоћ капетана Далибора Францистија, који је по налогу КПЈ ступио у Домобранство НДХ. Он је организовао групу домобрана, симпатизера НОП, који су постављени на страже и тиме олакшао партизанским десетинама да извуку знатне количине оружја и муниције, које је потом пребачено у партизанске одреде. Након што су откривени, у сукобу са домобранском заседом, борци ових десетина су изгинули и заробљени. Тада је ухапшено и 43 домобрана и других лица везаних за ову акцију и сви су одведени у Вуковар, где су касније стрељани. Десетина којом је руководио Бане Секулић, члан Окружног комитета СКОЈ, учествовала је у паљењу жита у рејону Сомбора, а десетине Петра Блажића и Живка Радовановића у околини Новог Сада. У овој акцији Радовановић је заробљен и 2. августа 1941. обешен у Новом Саду чим је постао први убијени партизан Бачке. Акцијама партизанских десетина уништени су огромне количине жита и у осталим деловима Бачке, у рејону Суботице, Бачког Петровца, Старог Бечеја, Кисача и Чуруга. Само у Турушком атару спаљена су преко три вагона жита и онемогућен рад неколико вршалица. У првим устаничким месецима партизани су спалили око 200 вагона кудеље код Бача, Бачке Паланке, Торже, Старог Врбаса, Бачког Петровца и Кисача, чиме је мађарском окупатору нанета огромна материјална штета. На комуникацији Нови Сад–Сента изведена је диверзија на један транспортни воз који се налазио у железничкој станици у Бачком Градишту и тада је уништено неколико вагона са материјалом. Омладинка Гордана Гајшин запалила је мађарску књижару усред Новог Сада, а једна новосадска група покидала је телефонске линије између Новог Сада и Петроварадина. Група диверзаната из Новог Сада, којом је руководио Радивој Ћирпанов, успела је да произведе експлозивни упаљач за извођење диверзија и да упркос јаком обезбеђењу и шпијунској мрежи постави мину у једној мађараској војној гаражи, али се мина није активирала па је акција пропала. Групе бораца вршиле су успешне саботажа на вршалицама, такош што су у снопове жита уметала комаде гвожђа, које је потом изазивало кварове у вршним стројевима. Акцијама војних десетина и диверзантских група у Бачкој нанета је значајнија материјална штета окупатору, али минимални губици у његовој живој сили. Убијено је свега 35 мађарских војника, официра и жандарма.

### Устаничке акције у Срему 1941.
Припремама за устанак у Срему руководио је Окружни комитет КПЈ за Срем преко партијских организација у иришком, карловачком, сремскомитровачком, старопазовачком, румском и шидском срезу. Становништво Срема било је углавном земљорадничко, а једини индустријски центар био је Земун. Национална структура становништва била је разнолика — највише је било Срба око 200.000, потом Хрвата око 100.000, Немаца око 70.000, Мађара око 20.000, Словака око 15.000, Русина око 5.000, Јевреја око 2.000 и др. Од мањинских народа Немци су највише живели у румском, земунском и сремскомитровачком срезу, Мађари у иришком и земунском срезу, а Словаци у старопазовачком и земунском срезу. Имајући у виду овакву структуру Комунистичка партија Југославије (КПЈ) је настојала, да на платформи политике Народног фронта, окупи у Народноослободилаком покрету (НОП) родољубе свих националности, али су највећи успеси постигнути код српског становништва, које је највише било изложено терору и масовним репресалијама окупатора и усташа. Од припадника других националности у Народноослободилачки покрет су у почетку ступале само групе појединаца који су били антифашистичког и патриотског расположења. Активношћу партијских организација, прве месне десетине и диверзантске групе у Срему формиране су у Сремској Митровици, Руми, Иригу, Јарку, Лаћарку, Шуљму, Дивошу, Чалми, Шашинцима, Бешенову, Вогњу, Новим Карловцима, Крчедину, Бешеновачком Прњавору, Крушедолу и Суботишту. У земунском, шидском и илочком срезу припреме за устанак текле у према упутствима Политбироа ЦК КПЈ. Земунска партијска организација имала у првим данима око хиљаду симпатизера који су на разне начине помагали Народноослободилачки покрет. Прве десетине у шидском срезу створене су у току августа и септембра 1941. у Шиду, Адашевцима, Јамени, Илинцима и Бачинцима.
Прва устаничка акција у Срему изведена је 6. августа 1941, када је група партизана предвођена Симом Релићем код манастира Бешеново разоружала групу усташа и ослободила троје симпатизера Народноослободилачког покрета. Након акције група од 8 партизана је отишла на Фрушку гору, чим је постала прва партизанска група у Срему. У ноћи 21/22. августа, кроз канал који су сами прокопали испод затворског зида, побегла је из сремскомитровачког затвора група од 32 робијаша комуниста, међу којима су били — Јован Веселинов, Станко Пауновић Вељко, Јован Трајковић, Маријан Стилиновић, Спасоје Стејић, Пашко Ромац, Трајко Стаменковић, Слободан Бајић и др. Њихов бекство организовано је након дугих припрема, како изнутра, од стране казнионичког комитета КПЈ, тако и споља, од партијске и омладинске организације. Читаву организацију бекства спровео је Окружни комитет СКОЈ за Срем, а у самој акцији учествовало је 9 партизана, међу којима Бошко Палковљевић Пинки и Марко Перичин Камењар. У зору 22. августа група се пребацила на Фрушку гору, на Шуљамску главицу, где су им се придружиле групе предвођена Симом Релићем и Ђорђем Никшићем, после чега су се сви партизани пребацили у околину Черевића. Група од 13 партизана донела је 24. августа из Бешеновачког Прњавора 15 пушака и нешто опреме коју је фрушкогорским партизанима упутила и партијска организација из Ирига. Појава партизана на Фрушкој гори и бекство комуниста из митровачког затвора унели су пометњу код усташких власти. На све стране упућиване су потернице за одбеглим робијашима, а патроле и жандармеријски одреди крстарили су по Фрушкој гори у намери да открију њихов логор. Већ 24. августа прикупљени су на Фрушкој гори делови Другог усташког батаљона из Сремске Митровице, жандармеријске школе из Каменице и околне жандармеријске снаге да претресу терен Фрушке горе и места у њеној близини.
У току 25. августа на партизанске страже наишле су две жандармеријске патроле, а сутрадан је јача непријатељска група окружила партизански логор на Черевићкој Карлици, када је вођена вишесатна борба, у којој су партизани, подељени у две групе, успели да се пребаце у нови логор на Хајдучком брегу. Ускоро се фрушкогорским партизанима придружила и иришка десетина са Јованом Бељанским Лалом. У међувремену, донето је из петроварадинских магацина оружје 20 пушака и један пушкомитраљез, а из села Шашинаца добијена су још два пушкомитраљеза. Након што је на Хајдучки брег стигао Јусуф Тулић, организациони секретар ОК КПЈ за Срем, 9. септембра 1941. формиран је Фрушкогорски партизански одред, који је имао око 60 наоружаних бораца. Његово постојање све више је забрињавало усташке власти, које су од руководства НДХ тражили да се претресе Фрушка гора. У току 11. септембра 1941. делови фрушкогорског одреда одбили су напад једне жандармеријске патроле, а 18. септембра делови Другог усташког батаљона из Сремске Митровице и група фолксдојчера из Гргуреваца извели су претрес Фрушке горе у рејону Черевића, Шуљма и Гргуреваца, али и овај подухват није био успешан. У време формирања Фрушкогорског одреда, сремски партизани успоставили су везу са Врховни штабом и ЦК КПЈ, који су позвали одбегле робијашње да дођу на ослобођену територију Ужичке републике, како би као искусни револуционари били распоређени на рад у друге делове земље. Тада је долучено да четворица ослобођених комуниста остане на партијском раду у Срему, а да осталих 25 оде у Врховни штаб. У њиховој пратњи до Мачве учествовала је група партизана предвођена Бошком Палковљевићем Пинкијем. До краја септембра 1941. окупаторске снаге извршиле су још два напада на Фрушкогорски одред — 21. септембра група од 70 фолксдојчера и жандарма напала је партизански логор на Хајдучком брегу, а 28. септембра немачка жандармеријска патрола из Гргуреваца сукобила се са групом партизана између Хајдучког брега и Црвеног чота.
Како би уништиле Фрушкогорски одред, усташке власти су почетком октобра 1941. отпочеле припреме за детаљан претрес Фрушке горе, који је на молбу Равнатељства за јавни ред и сигурност Велике жупе Вука, разрадила команда жандармеријске чете у Винковцима. Усташе су намеравале да са линије Баноштор–Лединци–Врдник–Гргуревци–Лежимир–Свилош изврше концентричан напад на одред и потисну га на простор Црвени чот–Хајдучки брег–Летенка, где би га опколе и уништиле.  За остварење овог плана, ангажовани су делови жандармеријске чете из Винковаца и жандармеријске школе из Сремске Каменице, чета Другог усташког батаљона из Сремске Митровице, неке усташке снаге из Вуковара и Илока, као и фолксдојчери из Врдника, Шида, Моровића, Ердевика, Гргуреваца и Руме. Ове снаге, подељене у четири групе, отпочеле су 7. октобра 1941. концентричан напад на партизане. Међутим, широко захваћена територија омогућила је одреду да изманеврише овај подухват и да се извуче без губитака, услед чега се непријатељ истог дана вратио у своје гарнизоне. До спуштања у села у подножју Фрушке горе, партизански одред имао је неколико сукоба са непријатељем. Између 4. и 5. новембра једна група бораца из одреда и бешеновачка месна десетина извели су две диверзије на железничкој прузи Београд–Загреб, између Вогњa и Сремске Митровице, и Мартинаца и Кузмина. Покушан је и упад у Гругуревце и ликвидација неких фолксдојчера, 10. новембра 1941, али је група прерано откривена и морала се повући ка шуљамским виноградима. Потказана од једног петоколонаша, група је сутрадан нападнута од жандармеријске патроле. Бацајући бомбе, партизани су успели да се пробију у шуму, а том приликом су погинула два жандарма.
Крајем септембра 1941, по директиви Окружног комитета КПЈ за Срем, формиран је у околини Белегиша Подунавски партизански одред, који је имао свега осам бораца наоружаних са четири пушке, три пиштоља и две бомбе. После неколико диверзантских напада на комуникацијама Сремски Карловци—Инђија и Стари Бановци—Стара Пазова, одред се, по директиви Окружног комитета КПЈ за Срем, спустио у подунавска села и наставио политички рад на даљим припремама за устанак, стварању нових и учвршћивању постојећих партијских организација, формирању месних партизанских десетина и развијању интензивног политичког рада у народу. Крајем лета 1941. поред месних партизанских јединица, створени су у свим селима у подножју Фрушке горе и месни одбори Народноослободилачког фонда.

## Окупаторска офанзива у Банату и Бачкој 1941—1942.

### Акције и терор немачког окупатора у Банату
Како би спречио активности партизанских одреда и зауставио даље ширење Народноослободилачког покрет у Банату, окупатор и фолксдојчери предузели су масовне репресалије над становништвом устаничких крајева. Масовна хапшења у Банату почела су још крајем јуна 1941. и вршена су углавном по списковима, које су састављали локални фолксдојчери. Тада је у илегалност прешло око 300 људи, од којих је већина била у партизанским одредима. Од 22. јуна до 2. септембра 1941, поред великог броја симпатизера, ухапшена су и 52 члана и партијска функционера Комунистичке партије, међу којима и Соња Маринковић, члан Покрајинског комитета КПЈ за Војводину. Активност партизана праћена је све оштријим противмерама окупатора, па су почела и масовна стрељања, од којих је прво било 31. јула 1941. на Багљашу, код Петровграда када је стрељано 90 људи. Таласи хапшења и стрељања нису поштедели ни јужни Банат, па су многи људи у вршачком и ковинском срезу, који су у својим срединама били препознати као комунисти или њихови симпатизери, али и противници окупације, морали прећи у илегалност. Поред хапшења, убистава и депортација, током јула 1941. окупатор је из Србије пребацио потерне одреде из састава 704. и 714. посадне дивизије, јачине око два батаљона. Ове снаге су 12. јула уништиле Јужнобанатски, 28. јула Петровградски и 4. августа Кикиндски партизански одред. Док покушај да крајем јула у рејону Меленаца окруже и униште Куманачко–Меленачки одред није успео.
Услови за опстанак и дејство на терену, мањих партизанских одреда са приближавањем зиме постали су још тежи, па је септембра 1941. из Баната у Бачку прешао политички секретар Покрајинског комитета КПЈ Жарко Зрењанин ради припрема за пребацивање бачких и око 200 банатских партизана у Срем, док је део партизана требао да остане у Банату, као језгро за даљи развој Народноослободилачког покрета. Почетком октобра 1941. била су два покушаја пребацивања у Срем, али су оба била неуспешна. Први који је превиђао прелазак преко Тисе у Бачку, а одатле са бачким партизанима преко Дунава у Срем, онемогућен је од мађарских пограничних јединица, док је други предвиђао да се пређе Бегеј, југоисточно од Петровграда, а потом даље преко Дунава у Срем, али ни он није био успешан услед недостатка везе са покретом у Срему и слабе организације. Главни штаб НОП одреда Војводине одустао је тада од овог плана и донео одлуку да се борци партизанских одреда разместе по мањим групама у устаничким местима, где су припремљена склоништа-базе. Размештањем бораца у Куману, Меленцима, Драгутинову, Мокрину, Иђошу, Карађорђеву, Александрову и другим местима, престала су оружана дејства партизанских одреда. Користећи зимске услове, слабу будност партизана и њихових симаптизера, као и своју бројчану надмоћност, окупатор је искористио да сву пажњу усмери ка селима, која су означена као партизанска упоришта. Јаким полицијским одредима званим Sondertruppe, уз помоћ јединица Вермахта и Банатске државне страже, окупатор је изводио блокаде појединих места и спороводио масовна хапшења — 16. октобра у Мокрину је ухапшено 153 лица, 21. октобра у Петровграду 55, 23. октобра у Новој Кањижи 99, 15. новембра у Драгутинову 55, а у периоду од 5. до 23. фебруара 1942. у Куману је ухапшено 246 лица, међу којима и револуционар Иван Кнежевић Цото и Љубица Одаџић. Током априла 1942. полиција је извела и неколико упада у Меленце, где је укупно ухапшено 140 лица. Полицијске акције у Банату настављене су током читаве 1942, а од јуна 1941. до августа 1942. у масовним акцијама полиције убијено је у Банату око 500 људи, а у затворе и логоре отерано око 4.400 лица.
Полицијске акције и масовна хапшења нису заобишла ни јужни Банат. У сукобу са панчевачком полицијом 24. децембра 1941. убијен је Стевица Јовановић, члан Покрајинског комитета КПЈ за Војводину, а 6. марта 1942. Станко Томић, Браца и Јелисавета Петров, чланови Окружног комитета КПЈ за јужни Банат. Ухапшен је и већи број чланова КПЈ и симпатизера, а многи активисти Народноослободилачког покрета прешли су у илегалност. У Делиблату је 9. марта 1942. формирана Ковинска илегална група од 12 људи, која је деловала у Делиблатској пешчари, а крајем априла 1942. на терен Вршачког среза стигао је Жарко Зрењанин, секретар ПК КПЈ, који је средином јула 1942. формирао од 11 вршачких илегалаца и Вршачку илегалну групу. Ове две групе су се објединиле и 27. децембра 1942. обновљен је Јужнобанапартизански одред, који је услед сталних прогона и хапшења био присиљен да изолован и неактиван проведе зиму 1942/43. у Делиблатској пешчари.

### Акције и терор мађарског окупатора у Бачкој
Након првих акција бачких партизана у лето 1941. отпочео је нови талас мађарског окупационог терора, а хапшени су сви који су испољили и најмање симпатије за Народноослободилачки покрет (НОП). У периоду од јуна 1941. до октобра 1942. у Бачкој је ухапшено око 350 људи, а број симпатизера по затворима и логорима у Вацу, Калочи, Сегедину, Будимпешти и другим местима попео се на око 5.000. Од октобра 1941. окупационе јединице у Бачкој, поред знатних полицијских и жандармеријских снага, имале су оперативне војне јединице у гарнизонима у Новом Саду, Суботици, Сомбору Сенти, Бачу, Бачкој Тополи и Кањижи. Користећи присуство тако јаких снага окупатор је предузео нове мере да уништи бачке партизане и онемогући развој Народноослободилачког покрета. Органи Краљевске мађарске шпијунаже и локалне жандармерије наставили су са несмањеном жестином прогоне и убиства. Уклањања чланова НОП са терена престали су да функционишу Окружни комитет КПЈ за западну Бачку и Барању, а многе месне и среске партијске организације биле су уништене. Упркос тешким губицима, новосадска партијска организација КПЈ била је у јесен 1941. најјача и најчвршћа у Бачкој. Приликом повратка са једног састанка, 5. октобра 1941. у Новом Саду убијен је члан Покрајинског комитета КПЈ Радивој Ћирпанов. Жарко Зрењанин је том приликом успео да убије једног жандарма у тренутку када је овај излазио из кафане, након чега се заједно са Тозом Марковићем склонио на периферију Новог Сада. Како је у Новом Саду почео нови талас хапшења, обојица су прешли у Шајкашку, где су почетком новембра 1941. донели одлуку о формирању Шајкашког партизанског одреда. Тада је договорено дс Зрењанин пређе у Банат, а МАрковић остане у Бачкој и настави рад на обнови партијских организација.
Одлуком Покрајинског комитета КПЈ за Војводину, од сачуваних десетина Шајкашке формиран је крајем новембра 1941. Шајкашки партизански одред, јачине 53 борца, наоружан са око 30 пушака и 15 пиштоља. Сем мањих сукоба са мађарским патролама, одред до краја 1941. није развио већу активност, али сви покушаји мађарског окупатора да га уништи остала су без успеха, услед чврсте везе и подршка које је одред имао код народа Шајкашке. Децембра 1941. у намери да се обрачунају са Шајкашким одредом, мађарски окупатори су извршили детаљне припреме са циљем да истовремено нападну одред и спроведу масовну ликвидацију становништва овог краја. За ову акцију, по наређењу команде 5. мађарског корпуса, формиране су две борбене групе. Прва, под командом пуковника Ласла Деака, добила је задатак да спроведе рацију на терену Шајкашке у срезовима Жабаљ и Тител, а потом и у Старом Бечеју. Почетком јануара 1942. снаге ове групе размештене у скоро свим местима на територији Шајкашке, док су специјални одреди фашистички расположених мештана Мађара и фолксдојчера састављали спискове српског становништва које је требало убити. Једна мађарска патрола, јачине око 20 војника и жандарма, открила је 4. јануара 1942. Шајкашки одред у логору на Пустајићевом салашу у Турушко–Жабаљском риту. Ту се налазило око 40 бораца са политичким комесаром одреда Ђулом Молнаром. Дочекана ватром одреда, мађарска полиција убрзо је разбијена, али су тада у борбу ушле снаге из групе пуковника Деака. У борби са надмоћнијим непријатељем, Шајкашки одред пружио је отпор и убио преко 30 мађарских војника. Главнина одреда успела је да се пробије из окружења, а том приликом погинуло је 13 бораца. Сукоб мађарских окупационих снага са Шајкашким одредом послужио је борбеној групи пуковника Деака као „оправдање“ пред јавношћу за масовне злочине почињене над становништвом Шајкашке.
По унапред састављеним списковима специјалних одбора, од 5. до 19. јануара 1942. трајало је масовно хапшење и убијање народа, вршено свирепим методама од разних облика мучења до убијања ватреним и хладним оружјем, бацањем живих под тенкове и у лед и др. На подручју Шајкашке убијено је — у Тителу 52, у Вилову 63, у Гардиновцима 38, у Локу 47, у Мошорину 176, у Шајкашу 28, у Жабљу 562, у Госпођинцима 76, у Ђурђеву 208 и у Чуругу 746 лица. Од 10. до 29. јануара 1942. сличну акцију извела је група пуковника Деака и у Старом Бечеју, где је убијено преко 200 лица. Другу борбену групу, под командом пуковника Јожефа Грашија, од 21. до 23. јануара извела је масовно убијање становништва у Новом Саду и Темерину, а од 25. до 27. јануара и у Србобрану. У овим акцијама убијено је преко 1.000 људи, док је у рацијама над становништвом Бачке и Барање убијено је укупно 3.417 лица, а 2.554 је на разне начине злостављано. Јануарске рације и уништење Шајкашког одреда нанели су тешке губитке Народноослободилачком покрету у Бачкој, што је довело до привременог јењавања борби на овом подручју. Преостали кадрови, изложени сталним прогонима и терору, наставили су обнављање партијских организација и консолидацију снага на терену.

## Развој ослободилачке борбе у Срему 1942—1943.
Почетком децембра 1941. одржано је у Пећинцима је саветовање Окружног комитета КПЈ за Срем на коме је анализиран дотадапњи рад партијских и скојевских организација, рад Народноослободилачког фронта и дејство Фрушкогорског и Подунавског партизанског одреда. На основи одлука донетих на саветовању, са циљем кородинације десјтва партизанских одреда и месних десетина, формиран је Штаб НОП одреда за Срем и извршена реорганизација одреда, са циљем заштите народа од терора усташа и окупатора. Први командант Штаба био је Павле Тарабић Змај, а за политички комесар Станко Павловић Вељко. Јануара 1942, посредством Бошка Палковљевића Пинкија који је отишао у Босну и у околини Илиџе пронашао руководство Народноослободилачког покрета, успостављена је веза са између сремских партизана и Врховног штаба НОП и ДВЈ, који је издао упутства за организацију партизанских одреда и тактику партизанског начина борбе у Војводини.
Због значаја који је Срем, имао за усташе и немачког окупатора, у њему су се у првим месецима 1942. налазиле знатне војне снаге са гарнизонима у Шиду, Сремској Митровици, Руми, Петроварадину, Земуну, као и посадама дуж железничке пруге Београд—Загреб. Из ових гарнизона јединице су могле предузимати брзе и концентрисане нападе против партизана у свим правцима, а у селима са већим бројем немачког, хрватског и мађарског становништва, као што су Гргуревци, Чалма, Буковац, Голубинци, Деч, Обреж, Грабовци, Ашања и др, стварне су формације војне формације састављене од фолксдојчера и присталица усташа. Упркос јаких снага непријатеља, у Срему је почетком 1942. постојала повољна ситуација за даљи развој Народноослободилачке борбе. Спровођењем закључака са Окружног партијског саветовања и задатака које је издао Врховни штаб, партизанска организација КПЈ у Срему се током зиме 1941/1942. политички и организационо припремала за борбу. Створене су нове и учвршћене постојеће партијске и скојевске организације, а повећана је и спремност народа да се свим расположивим снагама супротстави окупатору и усташама. Посебно добри резултати постигнути су у формирању нових и учвршћивању већ постојећих месних десетина. Почетком 1942. у више од половине села, на територији којом је руководио Окружни комитет КПЈ за Срем (сремскомитровачки, румски, старопазовачки, сремскокарловачки и иршки срез), формиране су бројне месне партизанске десетине, које су са партизанским одредима представљале снажану снагу Народноослободилачког покрета у подизању политичке свести и јачању борбеног расположења народа.
Услед полицијске провале у румску партијску организацију КПЈ, јануара 1942. почела су хапшења у чланова КПЈ и њихових симпатизера, као и припадника НОП. Усташе и фолксдојчери покушали су да на овај начин изврше притисак на народ, како би га лакше мобилисале за одлазак на рад у Немачки рајх. Политичком акцијом присталица Народноослободилачког покрета ова акција је била спречена, а народ се убрзо уверио да одлазак на принудни рад, једне групе људи није зауставио даља хапшења и терор окупатора. Крајем фебруара 1942. Окружни комитет КПЈ је на сатанку у Шуљму донео одлуку да се отпочне са оружаним акцијама, а у поједине делова Срема упућени су одређени руководиоци. Са неколико бораца Фрушкогорског одреда Станко Пауновић је отишао у Мартинце, где је у ноћи 25/26. фебруара, заједно са месном десетином, изведен напад на усташко-окупаторску посаду у селу и спаљена општинска архива. Вест о нападу на Мартинце, познатом као „Мартиначка буна”, брзо се пренела у околна села сремскомитровачког и шидског среза, па је убрзо дошло до сукоба у Адашевцима у коме су убијена тројица усташа, као и петорица мештана, који су били истакнуте усташе.
Најјачи размах ослободилачке борбе у Војводини током 1942. године био је у Срему. Почетком децембра 1941. године у Пећинцима је одржано Окружно партијско саветовање, а убрзо после тога формиран је Штаб НОП одреда за Срем. Од посебног значаја било је и упутство Врховног штаба, које је указало на важност комуникација у Срему и потребу њиховог непрекидног рушења. Тада је Врховни штаб наредио да се партизански одреди из Срема ставе под команду Главног штаба НОВ и ПО Хрватске, односно Треће оперативне зоне Хрватске. Међутим због слабих веза са Штабом Треће зоне, Штаб НОП за Срем је деловао самостално.
Фрушкогорски и Подунавски НОП одред прикупили су се, марта 1942. године, на Фрушкој гори и до краја јуна извели преко 30 успешних акција. Средином јула ОК КПЈ за Срем и Штаб НОПО Срема предузели су мере за оживљавање оружане борбе ван Фрушке горе, тако да је убрзо формиран Посавски НОП одред, који је деловао у југоисточном делу, и Босутска партизанска чета, која је деловала у југозападном делу Срема.
У периоду јул-август становништво Срема и партизански одреди прикупили су и склонили велике количине жита, а на имањима фолксдојчера и сарадника окупатора, као и на добрима НДХ, спалили су око 3.000 јутара жита, уништили су око 80 вршилица и око 100 косачица.
У августу је Фрушкогорски НОП одред нарастао на око 350, а Подунавски на 250, Посавски на 150, а Босутска чета на око 100 бораца. У многим крајевима Срема била су изграђена многа подземна склоништа тзв. „базе“ за смештај и негу рањеника, склањање оружја, санитетског материјала и хране.

### Акције и терор немачко-усташког окупатора у Срему
У другој половини августа Немци су деловима 704, 714. и 717. дивизије, Другим домобрански збором и уз садејство мађарске речне флоте извели офанзиву на Фрушку гору. Офанзива је почела 24. августа нападом на Подунавски одред, источно од пута Ириг-Сремска Каменица. Одред се без већих губитака пробио из обруча и забацио у непријатељеву позадину. Дејства против Фрушкогорског одреда, који се налазио у западном делу Фрушке горе, почеле су 26. августа. Одред је био окружен, али је главнина успела да се пробије и избегне уништење. Немци су наставили наступање према Дунаву, уништили мање партизанске јединице и похватали мноштво народа који се налазио у збегу. Избијањем на Дунав, 31. августа, немачка офанзива је завршена, а од 1. до 15. септембра домобрани су извршили поновни претрес Фрушка горе.

### Прелазак бораца у источну Босну
Почетком септембра од свих партизанских јединица, на територији Срема, формиран је Сремски НОП одред, а дотадашњи Штаб НОП одреда за Срем постао је Штаб Сремског НОП одреда. Почетком октобра, из источне Босне у се у Срем пребацила Шеста источно-босанска бригада, која је заједно са сремским партизанима разбила непријатељске посаде у Врбањи и Кузмину. ОК КПЈ за Срем, на основу директиве Врховног штаба, донео је одлуку да се главнина Сремског одреда, јачине два батаљона (са око 700 бораца), пребаци у источну Босну, заједно са Шестом источно-босанском бригадом.
У Срему је, после Окружног партијског саветовања, одржаног у селу Сасама, код Старе Пазове, децембра 1942. године, проширен ОК КПЈ, а после укључивања земунског среза у надлежност Покрајинског комитета, образовани су окружни комитети за источни и западни Срем. А јануара 1943. године на иницијативу ЦК КПЈ, формиран је нови Покрајински комитет КПЈ за Војводину, на челу са Јованом Веселиновим.
Марта 1943. године, од бораца који су остали у Срему формиран је нови Сремски НОП одред, а у априлу он је нарастао на два батаљона јачине око 700 бораца. У периоду март-април он је извео преко 200 оружаних акција.

### Формирање Војвођанских бригада
Батаљони који су прешли са Шестом источно-босанском бригадом у Босну најпре су прерасли у Групу војвођанских ударник батаљона, а у априлу у Прву и Другу војвођански бригаду.
Средином маја 1943. године формиран је Оперативни штаб НОВ и ПО Војводине, а за команданта је изабран Аћим Груловић, а за политичког комесара Слободан Бајић Паја. Од два батаљона Сремског одреда, једне чете и новопридошлих бораца формирана је Трећа група војвођанских ударних батаљона, која је 3. јуна постала Трећа војвођанска бригада.
Срем је тада постао база за попуну људством, одећом и храном војвођанских бригада које су се налазиле у источној Босни. Крајем маја је из Срема за источну Босну кренуло око 1.100 бораца и око 100 кола са храном и одећом за попуну Прве и Друге војвођанске бригаде. Ноћу 22/23. маја транспорт се пребацио преко Саве, где су га прихватиле војвођанске бригаде. Сремски НОП одред и Трећа војвођанска бригада су до краја јуна извели преко 130 разних акција, уништили су 80 вагона и 15 локомотива, убили и ранили око 600 непријатељских војника и др.
Одлуком Врховног штаба НОВ и ПОЈ 2. јула 1943. године Оперативни штаб НОВ и ПО Војводине је преименован у Главни штаб, а формирана је и Шеснаеста војвођанска дивизија у чији су састав ушле Прва, Друга и Трећа војвођанска бригада.
Због повећања броја бораца, Сремски НОП одред је 19. јула подељен на два одреда — Први и Други сремски НОП одред. До краја септембра ова два одреда, заједно са Трећом војвођанском бригадом су извршили многе акције, а посебно се истичу: напад на домобранску посаду у селу Отеку, 1. јула; ликвидација жандармеријске станице у селу Вогњу, 31. јула; борба против делова немачког 14. СС полицијског пука, 1. августа код села Бешанова и Гргуреваца; уништење немачке минерске чете код села Нештина, 23. августа; препад на немачко-домобранску посаду у Иригу, ноћу 29/30. августа; напад на путнички воз, код железничке станице Спачве, 9. септембра; разоружавање посаде у Чортановцима, 14. септембра и друго.
Од посебног значаја за развој НОБ, не само у Војводини, већ и у Југославији, имале су акције сремских и славонских партизана на прузи Београд-Загреб, које су ометале нормалан и безбедан проток окупатору. У Срему је нарочито је била успешна акција током жетве 1943. године, под паролом „Ни зрно жита окупатору“, када су партизани спалили преко 600 вагона жита и око 130 вагона кудеље. Становништво Срема је, за своје потребе, сакрило велике количине жита, а за исхрану бораца је дало око 100 вагона жита.

### Немачка офанзива у Срему 1943.
Због масовног учешћа народа Срема у Народноослободилачкој борби Немци су одлучили да крајем септембра изведу офанзиву којом би обухватили до тада најшири простор у Срему. Циљ офанзиве је био да се униште партизанске јединице, опљачкају и попале села и да се све способно мушко становништво одведе у логоре. За ову офанзиву Немци су ангажовали: Прву козачку и 173. резервну дивизију, 901. моторизовани пук, 186. резервни батаљон, полицијске снаге, Сремски домобрански здруг и друге војне јединице — укупне јачине око 30.000 људи.
Офанзива је почела 19. септембра нападом на партизанске снаге у подручју Фрушке горе, а затим је пренесена у североисточни Срем у периоду од 30. септембра до 8. октобра, дуж пруге Београд-Загреб, од Земуна до Сремске Митровице. Када су Немци прегруписали своје снаге поново су 13. октобра напали делове Првог сремског НОП одреда на Фрушкој гори. Пошто јединице Првог и Другог сремског НОП одреда нису прихватиле фронталну борбу, подељене у мање групе, забациле су се у немачку позадину и напале његове слабије делове. Док су још трајале борбе у селу Вишњићеву је, од делова Првог и Другог сремског одреда формирана Четврта војвођанска бригада. Настављајући акције у Срему, Прва козачка у делови 173. дивизије су 21. октобра пренеле тежиште дејства против Друге и Четврте војвођанске бригаде, на подручју река Босута и Саве, које су се под дејством јаких непријатељских снага пребациле у источну Босну.
Током офанзиве Немци су успели да нанесу само мање губитке партизанским јединицама, али је становништво Срема било изложено пљачки, масовним стрељањима и одвођењима у логоре и другим репресалијама. Али и поред тога, развој НОБ у Срему је до краја 1943. године био у сталном порасту, па је 14. новембра формиран Диверзантски батаљон Главног штаба НОВ и ПО Војводине. Први и Други сремски НОП одред и Диверзантски батаљон уништили су, до краја године, 20 локомотива и 100 вагона, разорили две железничке станице, посекли преко 200 ТТ-стубова, порушили више мостова, оборили један авион и извели преко 20 успешних напада на непријатељске посаде.

## Развој НОБ у Бачкој и Банату
После кризе која је наступила током 1942. године у развоју НОП-а у Бачкој, Барањи и Банату, због надмоћности окупаторских јединица и масовних злочина над цивилним становништвом, ослободилачка борба је у току 1943. године поново почела да узима шире размере. Руководство НОП у Бачкој и Барањи успоставило је почетком 1943. године везу са Покрајинским комитетом КПЈ за Војводину, чијом је одлуком маја 1943. године образован нови Обласни комитет КПЈ за Бачку и Барању. Токо лета формирана су и два окружна и пет среских комитета КПЈ, као и НО одбори, војне десетине, ударне и диверзантске групе, нарочито у жабаљском, бачкопаланачком, оџачком и новосадском срезу. У Срему је 11. августа, од бораца из Бачке, формиран Трећи бачко-барањски НОП одред, који се крајем месеца пребацио у Бачку. Попуњен новим борцима Одред је током септембра и октобра извео више акција, али је због јаког притиска непријатељских снага и мађарског терора над становништвом, у новембру поново прешао у Срем.
У Банату је и поред суровог терора окупатора, све више јачао НОП покрет. Почетком јануара 1943. године формиран је Севернобачки НОП одред, који је дејствовао у рејону Карађорђева, Српске Црње и Радојева. Због осетних губитака био је присиљен да се 17. септембра пребаци у Срем, где се прикључио сремским партизанима. Један део овог одреда, се после завршеног диверзантског курса вратио у Банат и наставио дејства. У Срему је тада формиран и нови ОК КПЈ за северни Банат. У јужном Банату је почетком 1943. године дејствовао Јужнобанатски НОП одред, који се због честих непријатељских потера пребацивао у румунски део Баната. Његовим деловањем биле су створене многе организације НОП у јужном Банату и међу српским живљем у Румунији.

## Народноослободилачка борба током 1944. године
Почетком 1944. године у Срему је деловало преко 120 месних и 4 градска НО одбора, као и Главни Народноослободилачки одбор Војводине, формиран 23. октобра 1943. године. У истом периоду на територији Срема су деловали Први и Други сремски НОп одред, а после формирања Шесте војвођанске бригаде, 17. јануара, и преласка Четврте војвођанске бригаде из источне Босне у Срем, 28. јануара, појачана су дејства на комуникације и на окупаторске гарнизоне. Током јануара и фебруара извршено је око 40 диверзија на пругама и мостовима, као и велики број напада на непријатељске посаде, због чега је средином фебруара из Шлезије на подручје Винковаца и Руме, пребачена 13. СС дивизија „Ханџар“. Она је са другим немачким и усташко-домобранским снагама почела, 10. марта, тродневну операцију на подручју села Липовца, Моровића, Сремске Раче и Јамене са циљем да се окружи и уништи партизанске снаге. Главни штаб НОВ и ПО Војводине је под борбом повукао јединице у рејон села Јамене и Сремске Раче, и ноћу 10/11. марта их пребацио преко Саве у источну Босну. Током ове краткотрајне операције окупатор је у селима Батровцима, Моровићу, Сремској Рачи и Јамени побио око 750 цивила, а на реци Босуту је порушио брану, чиме је изазвао поплаву велике количине обрадивог земљишта.

### Операција „Житни цвет“
Средином 1944. године снаге НОП у Војводини су веома нарасле. У то време 16. и 36. војвођанска дивизија водиле су борбе у саставу 12. војвођанског ударног корпуса НОВЈ (који је формиран 1. априла 1944) у источној Босни, а у Војводини су дејствовали Шеста војвођанска ударна бригада, Први и Други сремски НОП одред, Севернобанатски, Јужнобанатски и Трећи бачко-барањски НОП одред, као и Диверзантски батаљон Главног штаба Војводине. Због сталне активности сремских партизана на пругама Београд-Загреб, Винковци-Брчко, Шид-Сремска Митровица, Врдник-Рума и Рума-Кленак и ометања окупатора у прикупљању летине, Немци су 14. јуна предузели операцију под називом „Житни цвет“. Главни штаб НОВ и ПО Војводине је правовремено сазнао за немачку операцију и пребацио Шесту војвођанску бригаду у босутске шуме, а део Првог сремског одреда у југоисточни део Срема. До 30. јуна окупатор је завршио претрес Фрушке горе, на којој није затекао јаче партизанске снаге, већ је само успео да открије неколико партизанских база и у њима похвата око 100 бораца. Од 1. до 11. јула окупатор је из рејона Врдника и Јарка продужио с акцијама и у североисточном делу Срема у селима: Марадику, Чортановцима, Бешки, Крчедину, Новом и Старом Сланкамену, Сурдуку и Белегишу, терорисао је и опљачкао становништво. За то време Шеста војвођанска бригада, Први и Други сремски одред напали су у позадини непријатеља: 7/8. јула напали су посаду у селу Чалми и извршили седам диверзија на прузи Београд-Загреб. Од 12. јула окупатор је пренео акцију на југоисточни и јужни део Срема, где је побио око 100 и одвео у логоре око 250 људи. Немци су потом 17. јула с једном борбеном групом, од око 4.000 људи, с правца Рума-Бешановачки Прњавор, а затим са другом, јачине око 2.000 људи из Шида и Сремске Митровице предузели концентрично дејство према Фрушкој гори против Шесте војвођанске бригаде и Првог сремског НОП одреда. Борбе су вођене 17. и 18. јула, а нарочито код села Дивоша, на Ветрењачи и Црвеном чоту, код Бешанова и Бешановачког Прњавора. Немци су 26. јула, с истим снагама, извели операцију у Босутским шумама против Седме војвођанске бригаде, Другог сремског и Мајевичког НОП одреда. Због надмоћности непријатеља Главни штаб Војводине је повукао јединице из Босутских шума у Славонију, на Диљ-планину, где су до 9. септембра дејствовале са славонски партизанима.

### Реорганизација снага Главног штаба Војводине
Наредбом Главног штаба НОВ и ПО Војводине од 22. јула 1944. године почела је реорганизација командовања и јединица НОВЈ на подручју Војводине. Од Првог и Другог сремског НОП одреда и новопристиглих бораца формирани су: Фрушкогорски, Посавски и Босутски НОП одред, који су потпали под команду новоформираног Штаба сремске оперативне зоне, а у августу су формирани штабови банатске и бачко-барањске оперативне зоне. Штаб бачко-барањске оперативне зоне је крајем августа од Трећег бачко-барањског НОП одреда и нових бораца формирао: Бачкопаланачки, Шајкашки, Новосадски, Сомборски и Суботички НОП одред. Јужнобанатски НОП одред је у јулу преименован у Четврти банатски НОП одред, а затим реорганизован у Вршачки, Белоцрквански и Панчевачки НОП одред. Током августа су јединице Главног штаба Војводине, у вези са операцијама Првог пролетерског и 12. војвођанског ударног корпуса у Србији и наређењем Врховног штаба НОВ и ПОЈ, појачале дејства на окупаторске посаде и комуникације. У другој половини августа и почетком септембра снаге НОВЈ у Војводини су уништиле бројне окупаторске посаде, порушиле око 30 километара пруге, уништиле преко 20 локомотива, 70 вагона, 10 железничких станица, 10 мостова и др.
Успешна дејства снага НОВЈ у Србији, источној Босни, Славонији и Војводини и избијање јединица Црвене арије на југословеснко-румунску границу, убрзали су процес деморализације и осипања квислиншких војних формација. У јесен 1944. године јединицама НОВЈ у Срему се предало око 2.600 домобрана; истовремено је дошло до новог прилива бораца. Наредбом Главног штаба Војводине, 11. септембра, су формиране Осма, Девета, Десета и Једанаеста војвођанска ударна бригада, које су ушле у састав Сремске оперативне зоне. А 17. октобра је, наредбом ГШ Војводине, формирана Војна управа за Банат, Бачку и Барању, која је подељена на Војну област за Банат и Војну област за Бачку и Барању и преузела је сву извршну и судску власт. Почетком октобра Осма војвођанска ударна бригада се из Срема пребацила у Банат, а Шеста војвођанска ударна бригада се 9. октобра пребацила, преко Саве, у Србију и ушла у састав 36. војвођанске дивизије.

## Завршне операције и ослобођење Војводине
Јединице совјетске Црвене армије су 19. октобра заузеле Темишвар и избиле на југословенско-румунску границу. Уз садејство јединица Банатске оперативне групе, снаге 10. гардијског стрељачког корпуса Црвене армије су у снажном налету ослободиле: Белу Цркву, 1. октобра; Вршац, 2. октобра; Ковин, 3. октобра; Панчево, 6. октобра. Јединице 31. гардијског корпуса су ослободиле: Петровград, 3. октобра и Кикинду 6. октобра. До 10. октобра јединице Црвене армије и Банатске оперативне групе су избиле на Тису и Дунав и ослободиле читав Банат. У селу Војловици, код Панчева, формирана је 8. октобра Дванаеста војвођанска ударна бригада; њена два батаљона и јединице 109. стрељачке дивизије Црвене армије форсирале су 10/11. октобра Дунав, код села Вишњице, и у склопу Београдске операције учествовале у борбама код Миријева и Стојичиног брда.
У Бачкој су за то време јединице Бачко-барањске оперативне зоне водиле успешне борбе са непријатељем; а Суботички НОП одред је 11. октобра ослободио Суботицу. Јединице 31. гардијског корпуса Црвене армије почеле су 19. октобра дејства у Бачкој. У садејству са Бачкопаланчким НОП одредом ослободиле су 21. октобра Бачку Паланку, а са Сомборским НОП одредом Сомбор и избиле на Велики канал. Јединице Седме војвођанске бригаде су 22. октобра ослободиле Сремску Каменицу, а сутрадан делови Дванаесте војвођанске бригаде Тител. Петроварадин и Сремске Карловце је 23. октобра ослободила Седма војвођанска бригада, а Нови Сад 23/24. октобра Новосадски НОП одред. До 27. октобра јединице Црвене армије су из садејство Седме, Осме и Дванаесте војвођанске бригаде избиле су на Дунав код Бездана и Апатина. Почетком новембра почеле су припремне форсирања Дунава и прелазак у Барању. У Новом Саду је 31. октобра 1944. године формирана 51. војвођанска дивизија, у чији састав су ушле Седма, Осма и Дванаеста војвођанска бригада.
Тек основана 51. војвођанска дивизија се ускоро уз јединице 57. совјетске армије сукобила са немачким јединицама код Батине у Барањи. Циљ јединица НОВЈ је било ослобађање Барање, а совјетске армије је био да успостави мостобран за прелазак својих тенковских јединица на десну страну Дунава ради лакшег заузимања Мађарске. Са друге стране Немци су се трудили да омогуће повлачење немачких и квислиншких јединица преко Хрватске и Словеније у Аустрију. Батинска битка је трајала од 11. до 19. новембра и окончала се победом јединица НОВЈ и Црвене армије.

### Борбе за ослобођење Срема
После ослобођења Београда Први пролетерски и Дванаести војвођански ударни корпус НОВЈ пренели су тежиште дејстава на правац Земун-Винковци. Пошто су ослободили источни део Срема, разбили су немачку одбрану у рејону Сремске Митровице, која је 1. новембра ослобођена, а потом су у даљем надирању до 10. новембра избили пред утврђене положаје на линији Илок-Ердевик-Мартинци. На тим положајима развила се фронтална борба, позната под називом Сремски фронт. Првих дана децембра 1944. године у Срем су стигле јединице 68. корпуса Црвене армије, а крајем децембра и бугарска Прва армија. Борбе на овом фронту биле су дуготрајне и веома тешке. Окупатор, помогнут усташама, се жилаво бранио. Неколико пута фронт се померао западно од Сремске Митровице, па се усталио иза Шида. Немци су извршили два снажна противудара. Први пут, 3. јануара 1945. године, и изненадним противнападом потиснули су 21. српску дивизију правцем Оток-Комлетинци-Нијемци на леву обалу Босута. Други, далеко снажнији противудар Немци су извршили 17. јануара (познат као „Зимска олуја“), ангажовањем своје три дивизије, потиснули Прву југословенску армију на исток и заузели Шид. После два дана, 19. јануара, Прва армија, присилила је непријатеља на одбрану и повратила Шид. Отад је Сремски фронт стабилизован до коначног пробоја 12. априла.
Јединице Главног штаба НОВ и ПО Војводине, 16, 36. и 51. војвођанска дивизија, ушле су 1. јануара 1945. године у састав Треће југословенске армије, под командом генерал-лајтанта Косте Нађа.

## Војводина у Демократској Федеративној Југославији
Политички, привредни и друштвени живот у ослобођеној Војводини одвијао се у условима борбе за коначно ослобођење Југославије. У Новом Саду су одржане:
- Прва покрајинска конференција ЈНОФ-а Војводине, 10. и 11. децембра 1944.
- Први конгрес антифашистичке омладине Војводине, од 27. до 30. децембра 1944.
- Прва конференција АФЖ Војводине, 1. и 2. јануара 1944.
- Седма Покрајинска конференција ПК КПЈ за Војводину, 5. и 6. априла 1945.

На заседању Главног народноослободилачког одбора Војводине, које је одржано 6. априла 1945. године у Новом Саду, донета је одлука: "Да Војводина има да буде у саставу федералне јединице Србије. Да Војводина у саставу федералне Србије има пуну аутономију као аутономна покрајина". Делегација ГНООВ је потом отпутовала за Београд, где је учествовала на заседању Антифашистичке скупштине народног ослобођења Србије. На седници АСНОС-а која је одржана 7. априла, представник ГНООВ Јован Веселинов је делегатима АСНОС-а саопштио одлуку ГНООВ о укључивању аутономне Војводине у састав федералне јединице Србије, на шта је АСНОС одговорио усвајањем посебне резолуције којом је одлука ГНООВ поздрављена и прихваћена.
На великом народном митингу, одржаном 11. априла 1945. године у Новом Саду, објављена је изјава о приступању аутономне Војводине федералној Србији, а 30. и 31. јула одржано је заседање Скупштине изасланика народа Војводине, на којем је присуствовало око 600 делегата и изабрано 150 чланова новог сазива Главног НО одбора Војводине. Скупштина је поред дотадашњих 9 чланова АВНОЈ-а, изабрала 17 нових.

## Истакнуте личности НОП Војводине
- Бранко Бајић (1911—1942) први председник Покрајинског Народноослободилачког одбора Војводине и уредник листа Слободна Војводина.
- Слободан Бајић Паја (1916—1943) политички комесар Главног штаба НОВ и ПО Војводине. Народни херој.
- Јован Бељански Лала (1901—1982) командант Сремске оперативне зоне. Народни херој.
- Јован Веселинов Жарко (1906—1982) политички секретар Покрајинског комитета КПЈ за Војводину, од 1943. Народни херој.
- Душан Вукасовић (1909—1945) командант 36. војвођанске дивизије. Народни херој.
- Аћим Груловић (1898—1948) секретар Окружног комитета КПЈ за Срем.
- Никола Груловић (1888—1959) председник Главног Народноослободилачког одбора Војводине.
- Данило Грујић (1919—1980) први командант Штаба НОП одреда Војводине и главни уредник листа Слободна Војводина.
- Стеван Дороњски (1919—1981) организациони секретар Покрајинског комитета СКОЈ за Војводину, од 1943.
- Ђорђе Зличић (1920—1942) организациони секретар Покрајинског комитета СКОЈ за Војводину, до 1942. Народни херој.
- Жарко Зрењанин (1902—1942) политички секретар Покрајиснког комитета КПЈ за Војводину, до 1942. Народни херој.
- Иса Јовановић (1906—1983) организациони секретар Покрајинског комитета КПЈ за Војводину. Народни херој.
- Стеван Јовановић Стевица (1916—1941) секретар Окружног комитета КПЈ за јужни Банат. Народни херој.
- Ерне Киш (1909—1941) члан Покрајинског комитета КПЈ за Војводину.
- Јован Лазић (1919—1943) један од организатора Народноослободилачке борбе у Барањи.
- Данило Лекић Шпанац (1913—1986) командант 12. војвођанског корпуса. Народни херој.
- Отмар Мајер (1911—1941) члан Покрајинског комитета КПЈ за Војводину.
- Соња Маринковић (1916—1941) члан Бироа Покрајинског комитета КПЈ за Војводину. Народни херој.
- Светозар Марковић Тоза (1913—1943) организациони секретар Покрајинског комитета КПЈ за Војводину и политички комесар Главног штаба НОП одреда Војводине.
- Петар Матић Дуле (1920—2024) командант Сремске оперативне зоне. Народни херој.
- Лука Мркшић (1899—1976) члан Главног Народноослободилачког одбора Војводине.
- Коста Нађ (1911—1986) командант Главног штаба НОВ и ПО Војводине.
- Ђорђе Никшић (1922—1986) председник Уједињеног савеза антифашистичке омладине Војводине
- Бошко Палковљевић Пинки (1920—1942) један од првих партизана на Фрушкој гори. Познати борац, курир и диверзант. Народни херој.
- Станко Пауновић Вељко (1907—1942) политички комесар Штаба НОП одреда Срема. Народни херој.
- Марко Перичин Камењар (1912—1982) командант 16. војвођанске дивизије. Народни херој.
- Никола Петровић (1910—1997) секретара Обласног комитета КПЈ за Бачку и Барању и политички комесар Војне управе за Банат, Бачку и Барању.
- Иван Рукавина (1912—1992) командант Војне управе за Банат, Бачку и Барању.
- Срета Савић Коља (1913—1990) командант 51. војвођанске дивизије.
- Геза Тиквицки (1917—1999) један од организатора Народноослободилачке борбе у Бачкој.
- Жарко Турински Арса (1913—1943) заменик команданта Штаба НОП одреда Војводине.
- Радивој Ћирпанов (1909—1941) члан Бироа Покрајинског комитета КПЈ за Војводину. Народни херој.
- Јанко Чмелик (1905—1942) секретар Среског комитета КПЈ за Стару Пазову. Народни херој.
- Александар Шевић (1897—1971) члан Главног Народноослободилачког одбора Војводине.
- Пал Шоти (1916—1993) секретар Окружног комитета КПЈ за Бачку и Барању. Народни херој.